# Wołch Wsiesławiewicz
Wołch Wsiesławiewicz (Wolga) – fikcyjna postać, bohater ruskich bylin, posiadający zdolność przybierania zwierzęcej postaci.
Według opowieści narodził się jako owoc związku Marfy Wsiesławiewny ze żmijem. Jego narodzinom towarzyszyły cudowne znaki na niebie i ziemi. W chwili narodzin potrafił już mówić, jako dziesięciolatek posiadł zdolność zmiany postaci, a w wieku dwunastu lat stanął na czele własnej drużyny. W wieku piętnastu lat poprowadził wyprawę zbrojną przeciwko królowi indyjskiemu Sałtykowi Stawrulewiczowi. Korzystając ze swoich magicznych zdolności, podsłuchał rozmowę króla dotyczącą planów najazdu na Ruś, po czym przeistaczając się w gronostaja zniszczył łuki, strzały, szable i maczugi wroga. Następnie zamienił siebie i swoich wojów w mrówki. Pod tą postacią dostali się do grodu wroga i zburzyli go. Po zwycięstwie poślubił królewnę z pokonanego ludu, zaś własnych wojów ożenił z wziętymi do niewoli dziewicami.
Według bylin nowogrodzkich, Wołch był złym czarnoksiężnikiem posiadającym zdolność przybierania postaci zwierzęcych. Okoliczny lud nazywał go Gromem lub Perunem, zaś sam Wołch miał topić w rzece Wołchow osoby odmawiające uznania jego boskości. Przypisuje mu się też wzniesienie grodu Peryń, w którym miał postawić posąg Peruna. Wedle legendy Wołch został utopiony w Wołchowie przez biesy. Ciało topielca zostało pochowane naprzeciwko Perynia, ale po trzech dniach mogiła zapadła się pod ziemię.
Imię Wołcha, jak również jego magiczne zdolności wskazują na jego związek z wołchwami.